# 低潮高地
低潮高地（ていちょうこうち、low-tide elevation）は、自然に形成された陸地で、低潮（干潮）時には水面上にあるが、高潮（満潮）時には水中に没するものである。海洋法に関する国際連合条約（UNCLOS、国連海洋法条約）第13条で規定されている。

## 定義
国連海洋法条約第13条は、「低潮高地」について以下のように定めている。
島嶼の上にどのような人工物を建設したとしても、低潮高地を島に、あるいは岩を完全な資格を有する島に転換することは出来ない。

## 領海等との関係

### 領海
通常基線
低潮高地の全部が本土または島から12海里を超える距離にある場合には、低潮高地はそれ自体の領海を有さない（第13条第2項）。一方、低潮高地の全部または一部が本土または島から12海里以内にある場合に限り、その低潮線を領海を定める際の通常基線とすることができる（第13条第1項）。
直線基線
低潮高地と直線基線の関係について、国連海洋法条約第7条第4項は以下のように定めている。
この規定によれば、通常、低潮高地は直線基線の基点とはならないが、低潮高地に高潮（満潮）時にも水中に没しない灯台等の施設を設置した場合や、一般的な国際的承認を受けている場合には、低潮高地も直線基線の基点になる（第7条第4項）。

### 排他的経済水域及び大陸棚
低潮高地は、排他的経済水域 (EEZ) 及び大陸棚を生成しない。

### 領土
国連海洋法条約は、低潮高地の領土としての取り扱いについては規定していない。国際司法裁判所において低潮高地に対する主権の帰属が争われた例として、以下のものがある。
「カタールとバーレーン間の海洋境界画定および領土問題」（Maritime Delimitation and Territorial Questions between Qatar and Bahrain）事件では、カタールとバーレーンの間で領海の画定及び領土の領有が争われ、両国がともに領海と主張する海域に位置する低潮高地の帰属が問題となった。2001年3月16日の判決は、低潮高地の領域主権について海洋法条約及び規則が規定していないことを認めつつ、この問題は島及びその他の陸地と同様の感覚で考えることはできないとした。
2008年5月23日の「ペドラ・ブランカ／プラウ・バトゥ・プテ、ミドル・ロックス及びサウス・レッジに対する主権」（Sovereignty over Pedra Branca/Pulau Batu Puteh, Middle Rocks and South Ledge）事件（ペドラ・ブランカ事件）の判決では、まず領海の境界画定を行い、その後で、領海内に所在する低潮高地は沿岸国に帰属すると判断した。